# Handebol nos Jogos Olímpicos de Verão de 2012 - Feminino
O torneio feminino de handebol nos Jogos Olímpicos de Verão de 2012 foi realizado entre 28 de julho e 11 de agosto. As partidas foram disputadas no Copper Box durante a fase de grupos e quartas de final e na Basketball Arena durante as semifinais e finais.
As doze equipes classificadas foram divididas igualmente em dois grupos de seis. Cada equipe jogou com todas as outras do grupo. As quatro melhores seleções de cada grupo passaram a fase eliminatória, iniciando das quartas de final e depois semifinal e final.

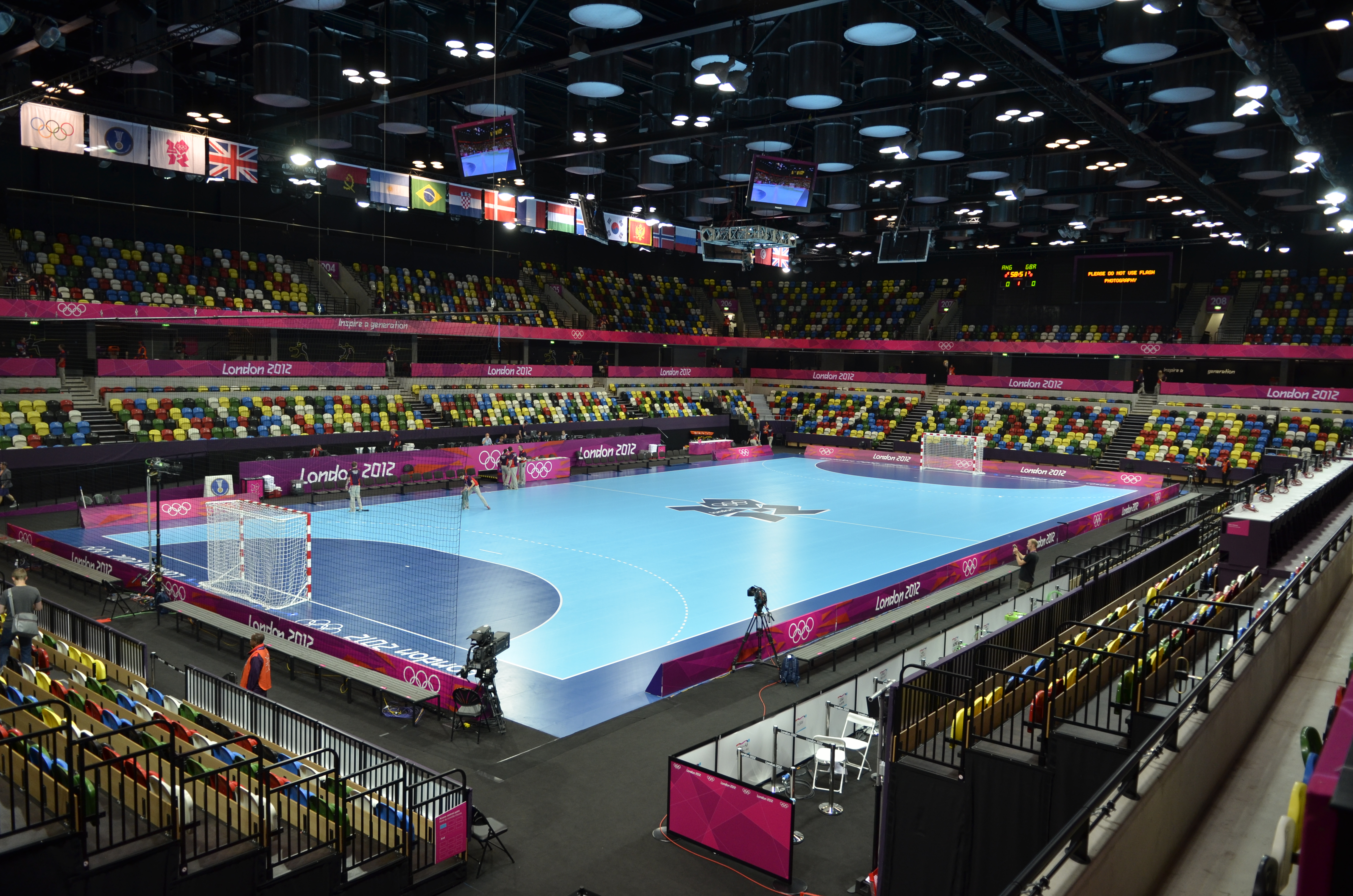
Copper Box sediou o handebol nos Jogos Olímpicos de 2012.

## Medalhistas
|  | NOR Noruega |  | MNE Montenegro |  | ESP Espanha |
|  | Kari Aalvik Grimsbø Ida Alstad Heidi Løke Tonje Nøstvold Karoline Dyhre Breivang Kristine Lunde-Borgersen Kari Mette Johansen Marit Malm Frafjord Linn Jørum Sulland Katrine Lunde Haraldsen Linn-Kristin Riegelhuth Koren Gøril Snorroeggen Amanda Kurtović Camilla Herrem |  | Marina Vukčević Radmila Miljanić Jovanka Radičević Ana Đokić Marija Jovanović Ana Radović Anđela Bulatović Sonja Barjaktarović Maja Savić Bojana Popović Suzana Lazović Katarina Bulatović Majda Mehmedović Milena Knežević |  | Marta López Andrea Barnó Nely Carla Alberto Beatriz Fernández Verónica Cuadrado Marta Mangué Macarena Aguilar Silvia Navarro Jessica Alonso Elisabeth Pinedo Begoña Fernández Vanessa Amorós Patricia Elorza Mihaela Ciobanu |

## Qualificação
Doze equipes foram qualificadas para o torneio feminino de handebol de 2012.
| Torneio                           | Data                     | Sede               | Vagas | Classificados       |
| --------------------------------- | ------------------------ | ------------------ | ----- | ------------------- |
| País-sede                         | –                        | –                  | 1     | Grã-Bretanha        |
| Campeonato Mundial de 2011        | 2–18 de dezembro de 2011 | Brasil             | 1     | Noruega             |
| Campeonato Europeu de 2010        | 7–19 de dezembro de 2010 | Dinamarca/ Noruega | 1     | Suécia              |
| Jogos Pan-Americanos de 2011      | 15–30 de outubro de 2011 | México             | 1     | Brasil              |
| Copa das Nações Africanas de 2012 | 10–21 de janeiro de 2012 | Marrocos           | 1     | Angola              |
| Torneio Pré-Olímpico Asiático     | 13–21 de outubro de 2011 | China              | 1     | Coreia do Sul       |
| Torneio Pré-Olímpico Mundial I    | 25–27 de maio de 2012    | França             | 2     | Montenegro · França |
| Torneio Pré-Olímpico Mundial II   | 25–27 de maio de 2012    | Espanha            | 2     | Espanha · Croácia   |
| Torneio Pré-Olímpico Mundial III  | 25–27 de maio de 2012    | Dinamarca          | 2     | Rússia · Dinamarca  |
| Total                             |                          |                    | 12    |                     |

## Fase de grupos
Todos as partidas seguem o horário de Londres (UTC+1).

### Grupo A

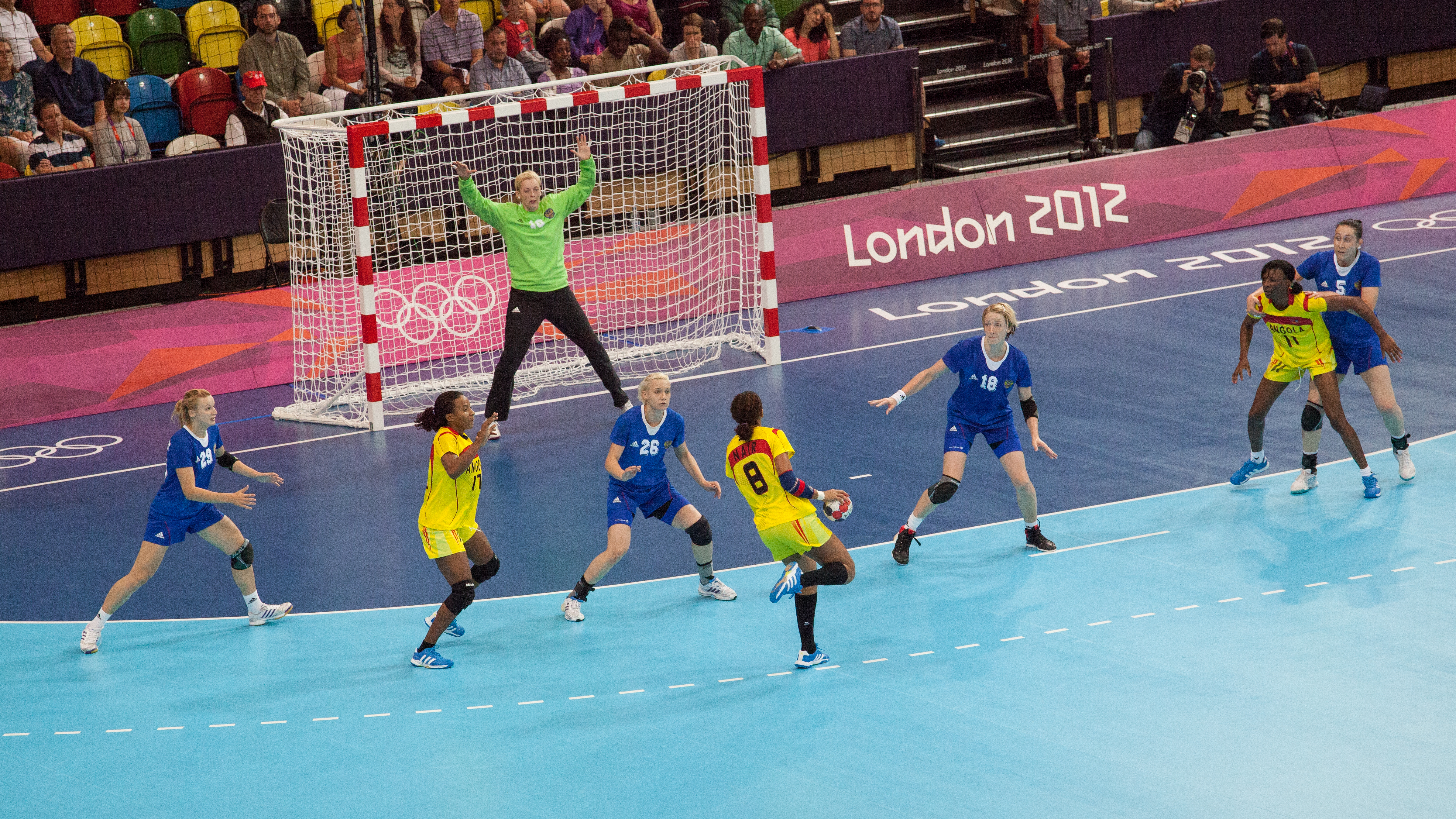
Partida inaugural entre Rússia e Angola.

| Pos | Equipe       | Pts | J | V | E | D | GP  | GC  | SG  |
| --- | ------------ | --- | - | - | - | - | --- | --- | --- |
| 1   | Brasil       | 8   | 5 | 4 | 0 | 1 | 137 | 122 | +15 |
| 2   | Croácia      | 8   | 5 | 4 | 0 | 1 | 145 | 115 | +30 |
| 3   | Rússia       | 7   | 5 | 3 | 1 | 1 | 151 | 125 | +26 |
| 4   | Montenegro   | 5   | 5 | 2 | 1 | 2 | 137 | 123 | +14 |
| 5   | Angola       | 2   | 5 | 1 | 0 | 4 | 132 | 142 | −10 |
| 6   | Grã-Bretanha | 0   | 5 | 0 | 0 | 5 | 91  | 166 | −75 |

| 28 de julho 09:30 | Rússia     | 30 – 27   | Angola   | Copper Box, Londres Público: 3 604 Árbitros: Nachevski, Nikolov |
| 28 de julho 09:30 | Postnova 5 | (16–11)   | Guialo 5 | Copper Box, Londres Público: 3 604 Árbitros: Nachevski, Nikolov |
| 28 de julho 09:30 | 3×         | Relatório | 4× 3×    | Copper Box, Londres Público: 3 604 Árbitros: Nachevski, Nikolov |

| 28 de julho 14:30 | Croácia   | 23 – 24   | Brasil               | Copper Box, Londres Público: 3 942 Árbitros: Bonaventura, Bonaventura |
| 28 de julho 14:30 | Jovetić 6 | (10–9)    | Nascimento, Amorim 5 | Copper Box, Londres Público: 3 942 Árbitros: Bonaventura, Bonaventura |
| 28 de julho 14:30 | 4× 3×     | Relatório | 6× 3× 1×             | Copper Box, Londres Público: 3 942 Árbitros: Bonaventura, Bonaventura |

| 28 de julho 19:30 | Montenegro     | 31 – 19   | Grã-Bretanha | Copper Box, Londres Público: 3 941 Árbitros: Duţă, Florescu |
| 28 de julho 19:30 | A. Bulatović 5 | (18–12)   | Gerbron 6    | Copper Box, Londres Público: 3 941 Árbitros: Duţă, Florescu |
| 28 de julho 19:30 | 4× 3×          | Relatório | 5× 3×        | Copper Box, Londres Público: 3 941 Árbitros: Duţă, Florescu |

| 30 de julho 09:30 | Angola             | 23 – 28   | Croácia | Copper Box, Londres Público: 3 892 Árbitros: Al-Nuaimi, Omar |
| 30 de julho 09:30 | Guialo, M. Kiala 5 | (11–13)   | Zebić 9 | Copper Box, Londres Público: 3 892 Árbitros: Al-Nuaimi, Omar |
| 30 de julho 09:30 | 4× 2×              | Relatório | 2× 3×   | Copper Box, Londres Público: 3 892 Árbitros: Al-Nuaimi, Omar |

| 30 de julho 14:30 | Grã-Bretanha | 16 – 37   | Rússia                  | Copper Box, Londres Público: 4 596 Árbitros: Bonaventura, Bonaventura |
| 30 de julho 14:30 | Byl 5        | (8–17)    | Turey, Chernoivanenko 5 | Copper Box, Londres Público: 4 596 Árbitros: Bonaventura, Bonaventura |
| 30 de julho 14:30 | 1× 3×        | Relatório | 4× 2×                   | Copper Box, Londres Público: 4 596 Árbitros: Bonaventura, Bonaventura |

| 30 de julho 19:30 | Brasil       | 27 – 25   | Montenegro     | Copper Box, Londres Público: 3 974 Árbitros: Olesen, Pedersen |
| 30 de julho 19:30 | Nascimento 8 | (15–16)   | K. Bulatović 5 | Copper Box, Londres Público: 3 974 Árbitros: Olesen, Pedersen |
| 30 de julho 19:30 | 4× 3× 1×     | Relatório | 7× 3× 1×       | Copper Box, Londres Público: 3 974 Árbitros: Olesen, Pedersen |

| 1 de agosto 11:15 | Montenegro              | 30 – 25   | Angola   | Copper Box, Londres Público: 4 354 Árbitros: Abdulla, Bamutref |
| 1 de agosto 11:15 | Popović, K. Bulatović 6 | (13–14)   | Carlos 7 | Copper Box, Londres Público: 4 354 Árbitros: Abdulla, Bamutref |
| 1 de agosto 11:15 | 3×                      | Relatório | 3×       | Copper Box, Londres Público: 4 354 Árbitros: Abdulla, Bamutref |

| 1 de agosto 16:15 | Grã-Bretanha   | 17 – 30   | Brasil      | Copper Box, Londres Público: 4 622 Árbitros: Coulibaly, Diabate |
| 1 de agosto 16:15 | Byl, Gerbron 5 | (8–17)    | Rodrigues 7 | Copper Box, Londres Público: 4 622 Árbitros: Coulibaly, Diabate |
| 1 de agosto 16:15 | 3× 2×          | Relatório | 3×          | Copper Box, Londres Público: 4 622 Árbitros: Coulibaly, Diabate |

| 1 de agosto 21:15 | Rússia  | 28 – 30   | Croácia    | Copper Box, Londres Público: 4 098 Árbitros: Marina, Minore |
| 1 de agosto 21:15 | Turey 6 | (15–15)   | Penezić 10 | Copper Box, Londres Público: 4 098 Árbitros: Marina, Minore |
| 1 de agosto 21:15 | 5× 3×   | Relatório | 6× 3×      | Copper Box, Londres Público: 4 098 Árbitros: Marina, Minore |

| 3 de agosto 09:30 | Angola    | 31 – 25   | Grã-Bretanha | Copper Box, Londres Público: 4 081 Árbitros: Florescu, Duţă |
| 3 de agosto 09:30 | Almeida 8 | (14–10)   | Gerbron 9    | Copper Box, Londres Público: 4 081 Árbitros: Florescu, Duţă |
| 3 de agosto 09:30 | 3× 2×     | Relatório | 1× 3×        | Copper Box, Londres Público: 4 081 Árbitros: Florescu, Duţă |

| 3 de agosto 14:30 | Croácia    | 27 – 26   | Montenegro | Copper Box, Londres Público: 4 541 Árbitros: Raluy López, Sabroso |
| 3 de agosto 14:30 | Penezić 10 | (12–12)   | Popović 10 | Copper Box, Londres Público: 4 541 Árbitros: Raluy López, Sabroso |
| 3 de agosto 14:30 | 5× 3×      | Relatório | 4× 2×      | Copper Box, Londres Público: 4 541 Árbitros: Raluy López, Sabroso |

| 3 de agosto 16:15 | Rússia  | 31 – 27   | Brasil       | Copper Box, Londres Público: 4 741 Árbitros: Lazaar, Reveret |
| 3 de agosto 16:15 | Turey 7 | (15–14)   | Nascimento 9 | Copper Box, Londres Público: 4 741 Árbitros: Lazaar, Reveret |
| 3 de agosto 16:15 | 7× 3×   | Relatório | 2×           | Copper Box, Londres Público: 4 741 Árbitros: Lazaar, Reveret |

| 5 de agosto 11:15 | Brasil                        | 29 – 26   | Angola     | Copper Box, Londres Público: 4 585 Árbitros: Bartlett, Stokes |
| 5 de agosto 11:15 | Diniz, Nascimento, Pinheiro 5 | (14–9)    | M. Kiala 6 | Copper Box, Londres Público: 4 585 Árbitros: Bartlett, Stokes |
| 5 de agosto 11:15 | 1× 3×                         | Relatório | 3×         | Copper Box, Londres Público: 4 585 Árbitros: Bartlett, Stokes |

| 5 de agosto 14:30 | Montenegro     | 25 – 25   | Rússia                          | Copper Box, Londres Público: 4 444 Árbitros: Abrahamsen, Kristiansen |
| 5 de agosto 14:30 | K. Bulatović 7 | (15–16)   | Levina, Marennikova, Bliznova 4 | Copper Box, Londres Público: 4 444 Árbitros: Abrahamsen, Kristiansen |
| 5 de agosto 14:30 | 6× 2×          | Relatório | 8× 2× 1×                        | Copper Box, Londres Público: 4 444 Árbitros: Abrahamsen, Kristiansen |

| 5 de agosto 16:15 | Croácia                 | 37 – 14   | Grã-Bretanha  | Copper Box, Londres Público: 4 792 Árbitros: Marina, Minore |
| 5 de agosto 16:15 | Jovetić, Šerić, Bašić 5 | (17–6)    | Fairbrother 3 | Copper Box, Londres Público: 4 792 Árbitros: Marina, Minore |
| 5 de agosto 16:15 | 3×                      | Relatório | 4× 3×         | Copper Box, Londres Público: 4 792 Árbitros: Marina, Minore |

### Grupo B

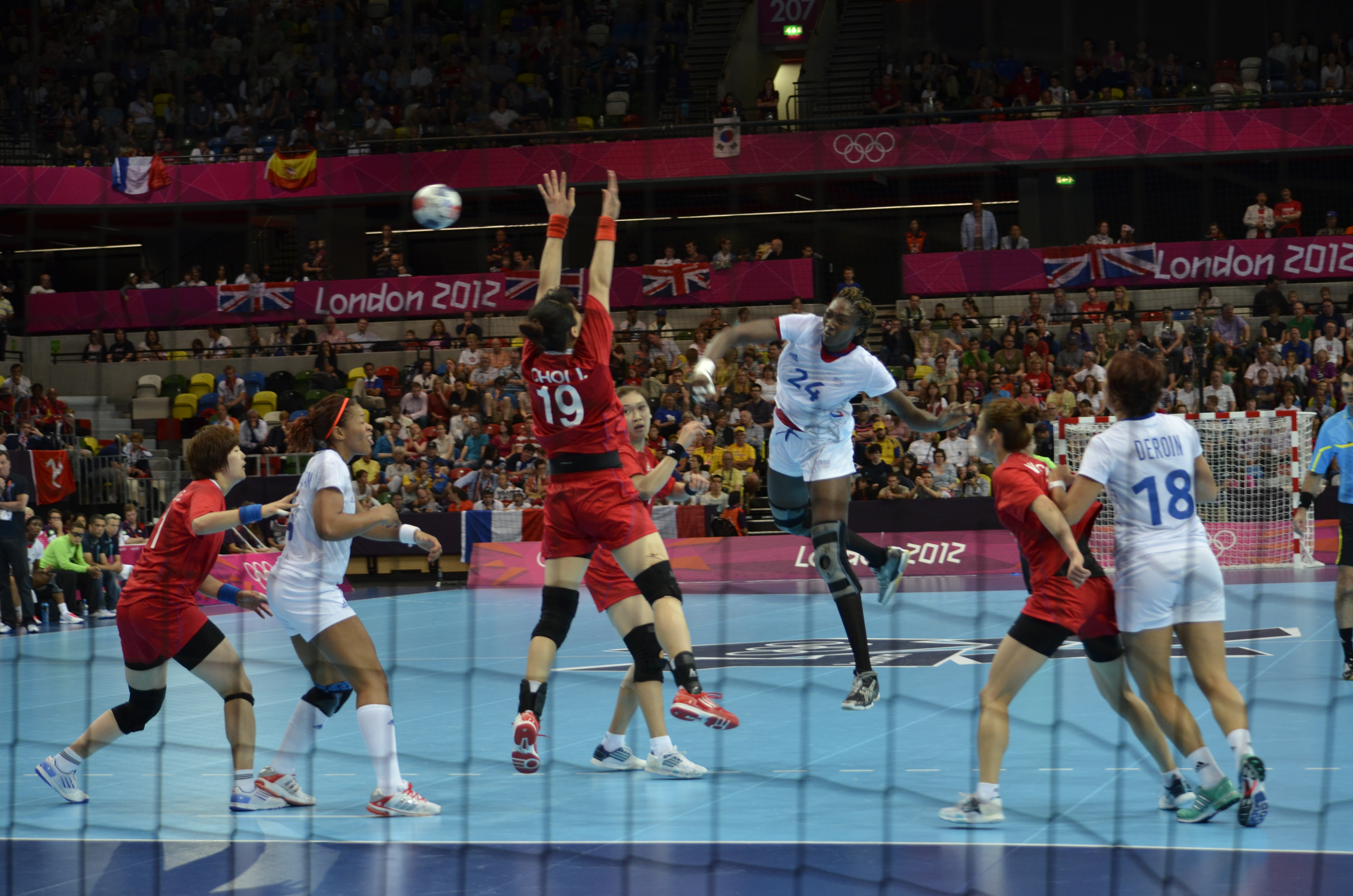
Coreia do Sul e França pela quarta rodada.

| Pos | Equipe        | Pts | J | V | E | D | GP  | GC  | SG  |
| --- | ------------- | --- | - | - | - | - | --- | --- | --- |
| 1   | França        | 9   | 5 | 4 | 1 | 0 | 125 | 103 | +22 |
| 2   | Coreia do Sul | 7   | 5 | 3 | 1 | 1 | 136 | 130 | +6  |
| 3   | Espanha       | 7   | 5 | 3 | 1 | 1 | 119 | 114 | +5  |
| 4   | Noruega       | 5   | 5 | 2 | 1 | 2 | 118 | 120 | −2  |
| 5   | Dinamarca     | 2   | 5 | 1 | 0 | 4 | 113 | 121 | −8  |
| 6   | Suécia        | 0   | 5 | 0 | 0 | 5 | 108 | 131 | −23 |

| 28 de julho 11:15 | Espanha  | 27 – 31   | Coreia do Sul | Copper Box, Londres Público: 3 900 Árbitros: Gubica, Milošević |
| 28 de julho 11:15 | Martín 7 | (12–16)   | Ryu Eun-Hee 9 | Copper Box, Londres Público: 3 900 Árbitros: Gubica, Milošević |
| 28 de julho 11:15 | 2× 3×    | Relatório | 3×            | Copper Box, Londres Público: 3 900 Árbitros: Gubica, Milošević |

| 28 de julho 16:15 | Dinamarca | 21 – 18   | Suécia    | Copper Box, Londres Público: 3 942 Árbitros: Nikolić, Stojković |
| 28 de julho 16:15 | Skov 6    | (8–10)    | Gulldén 5 | Copper Box, Londres Público: 3 942 Árbitros: Nikolić, Stojković |
| 28 de julho 16:15 | 4× 3×     | Relatório | 3× 4×     | Copper Box, Londres Público: 3 942 Árbitros: Nikolić, Stojković |

| 28 de julho 21:15 | Noruega  | 23 – 24   | França              | Copper Box, Londres Público: 3 968 Árbitros: Krstić, Ljubić |
| 28 de julho 21:15 | Alstad 5 | (12–17)   | Baudouin, Signaté 5 | Copper Box, Londres Público: 3 968 Árbitros: Krstić, Ljubić |
| 28 de julho 21:15 | 2× 3×    | Relatório | 5× 4× 1×            | Copper Box, Londres Público: 3 968 Árbitros: Krstić, Ljubić |

| 30 de julho 11:15 | Coreia do Sul | 25 – 24   | Dinamarca | Copper Box, Londres Público: 4 393 Árbitros: Duţă, Florescu |
| 30 de julho 11:15 | Jo Hyo-Bi 5   | (11–10)   | Larsen 7  | Copper Box, Londres Público: 4 393 Árbitros: Duţă, Florescu |
| 30 de julho 11:15 | 1× 3×         | Relatório | 2× 3×     | Copper Box, Londres Público: 4 393 Árbitros: Duţă, Florescu |

| 30 de julho 16:15 | França    | 18 – 18   | Espanha  | Copper Box, Londres Público: 4 671 Árbitros: Horáček, Novotný |
| 30 de julho 16:15 | Dembélé 6 | (7–10)    | Mangué 6 | Copper Box, Londres Público: 4 671 Árbitros: Horáček, Novotný |
| 30 de julho 16:15 | 6× 3× 1×  | Relatório | 4×       | Copper Box, Londres Público: 4 671 Árbitros: Horáček, Novotný |

| 30 de julho 21:15 | Suécia       | 21 – 24   | Noruega          | Copper Box, Londres Público: 4 459 Árbitros: Coulibaly, Diabate |
| 30 de julho 21:15 | Torstenson 6 | (9–14)    | Koren, Sulland 5 | Copper Box, Londres Público: 4 459 Árbitros: Coulibaly, Diabate |
| 30 de julho 21:15 | 3×           | Relatório | 3×               | Copper Box, Londres Público: 4 459 Árbitros: Coulibaly, Diabate |

| 1 de agosto 09:30 | Noruega    | 27 – 27   | Coreia do Sul                         | Copper Box, Londres Público: 4 178 Árbitros: Nachevski, Nikolov |
| 1 de agosto 09:30 | Sulland 11 | (13–15)   | Ryu Eun-Hee, Jung Ji-Hae, Jo Hyo-Bi 6 | Copper Box, Londres Público: 4 178 Árbitros: Nachevski, Nikolov |
| 1 de agosto 09:30 | 3×         | Relatório | 3× 2×                                 | Copper Box, Londres Público: 4 178 Árbitros: Nachevski, Nikolov |

| 1 de agosto 14:30 | França                             | 29 – 17   | Suécia | Copper Box, Londres Público: 4 638 Árbitros: Gubica, Milošević |
| 1 de agosto 14:30 | Pineau, Mendy, Baudouin, Dembélé 4 | (16–11)   | Ahlm 6 | Copper Box, Londres Público: 4 638 Árbitros: Gubica, Milošević |
| 1 de agosto 14:30 | 2× 3×                              | Relatório | 1× 3×  | Copper Box, Londres Público: 4 638 Árbitros: Gubica, Milošević |

| 1 de agosto 19:30 | Espanha  | 24 – 21   | Dinamarca  | Copper Box, Londres Público: 4 488 Árbitros: Geipel, Helbig |
| 1 de agosto 19:30 | Mangué 7 | (14–9)    | Nørgaard 7 | Copper Box, Londres Público: 4 488 Árbitros: Geipel, Helbig |
| 1 de agosto 19:30 | 3× 1×    | Relatório | 1× 3×      | Copper Box, Londres Público: 4 488 Árbitros: Geipel, Helbig |

| 3 de agosto 11:15 | Coreia do Sul | 21 – 24   | França      | Copper Box, Londres Público: 4 568 Árbitros: Nikolić, Stojković |
| 3 de agosto 11:15 | Sim Hae-In 6  | (12 – 10) | Lacrabère 4 | Copper Box, Londres Público: 4 568 Árbitros: Nikolić, Stojković |
| 3 de agosto 11:15 | 3× 2×         | Relatório | 2× 4×       | Copper Box, Londres Público: 4 568 Árbitros: Nikolić, Stojković |

| 3 de agosto 19:30 | Espanha           | 25 – 24   | Suécia       | Copper Box, Londres Público: 4 234 Árbitros: Al-Nuaimi, Omar |
| 3 de agosto 19:30 | Alberto, Mangué 6 | (11–10)   | Fogelström 5 | Copper Box, Londres Público: 4 234 Árbitros: Al-Nuaimi, Omar |
| 3 de agosto 19:30 | 3×                | Relatório | 2× 4×        | Copper Box, Londres Público: 4 234 Árbitros: Al-Nuaimi, Omar |

| 3 de agosto 21:15 | Dinamarca  | 23 – 24   | Noruega | Copper Box, Londres Público: 4 720 Árbitros: Horáček, Novotný |
| 3 de agosto 21:15 | Nørgaard 9 | (11–12)   | Løke 6  | Copper Box, Londres Público: 4 720 Árbitros: Horáček, Novotný |
| 3 de agosto 21:15 | 2× 3×      | Relatório | 3×      | Copper Box, Londres Público: 4 720 Árbitros: Horáček, Novotný |

| 5 de agosto 09:30 | Suécia     | 28 – 32   | Coreia do Sul  | Copper Box, Londres Público: 4 180 Árbitros: Abdulla, Bamutref |
| 5 de agosto 09:30 | Flognman 8 | (13–16)   | Ryu Eun-Hee 10 | Copper Box, Londres Público: 4 180 Árbitros: Abdulla, Bamutref |
| 5 de agosto 09:30 | 4×         | Relatório | 5× 3×          | Copper Box, Londres Público: 4 180 Árbitros: Abdulla, Bamutref |

| 5 de agosto 19:30 | Noruega | 20 – 25   | Espanha  | Copper Box, Londres Público: 4 345 Árbitros: Krstić, Ljubić |
| 5 de agosto 19:30 | Koren 6 | (11–11)   | Alonso 7 | Copper Box, Londres Público: 4 345 Árbitros: Krstić, Ljubić |
| 5 de agosto 19:30 | 4× 3×   | Relatório | 4× 3× 1× | Copper Box, Londres Público: 4 345 Árbitros: Krstić, Ljubić |

| 5 de agosto 21:15 | Dinamarca   | 24 – 30   | França         | Copper Box, Londres Público: 4 616 Árbitros: Duţă, Florescu |
| 5 de agosto 21:15 | Nørgaard 10 | (10–17)   | Kamto Njitam 6 | Copper Box, Londres Público: 4 616 Árbitros: Duţă, Florescu |
| 5 de agosto 21:15 | 2× 3×       | Relatório | 1× 2×          | Copper Box, Londres Público: 4 616 Árbitros: Duţă, Florescu |

## Fase final

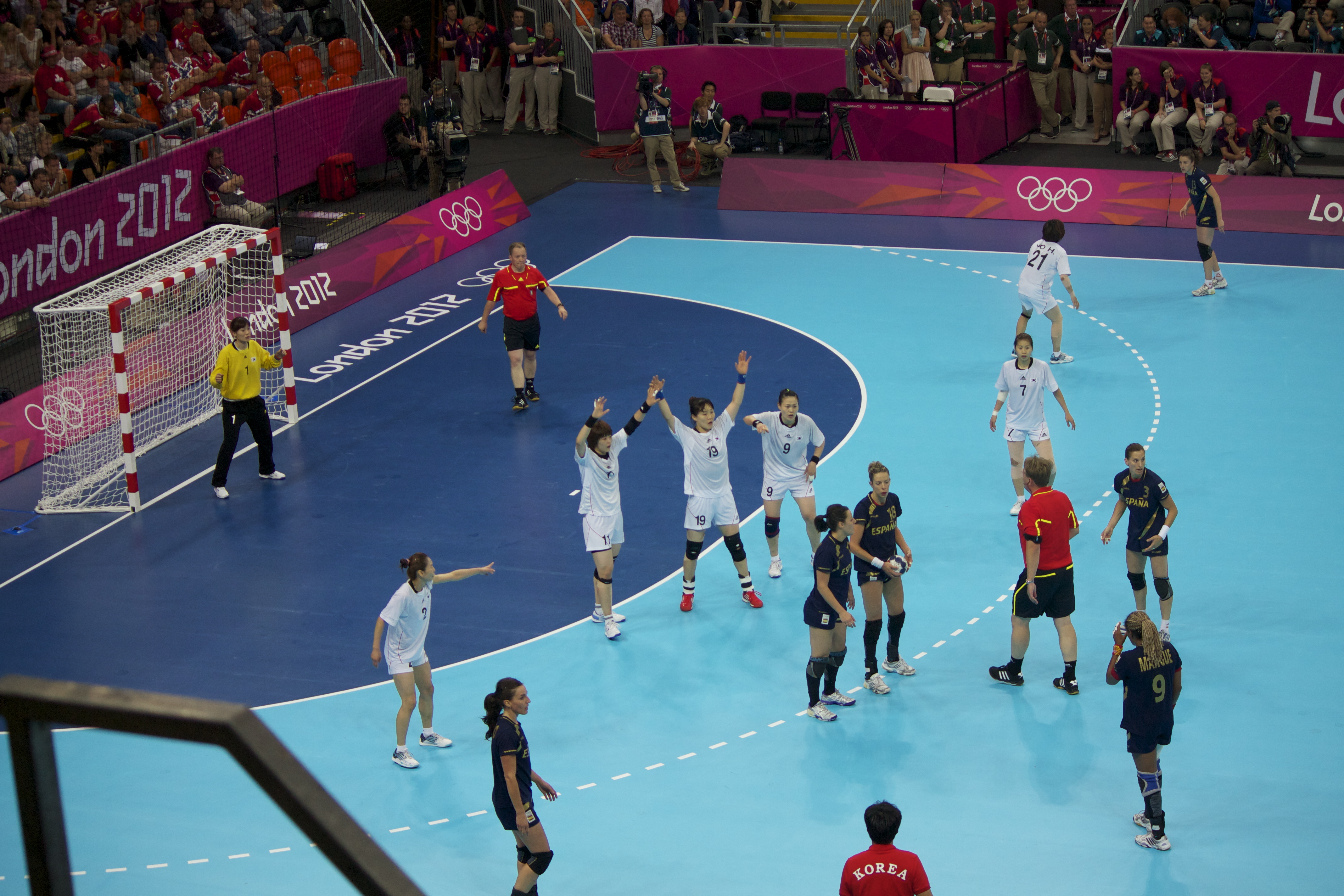
Disputa da medalha de bronze entre Coreia do Sul e Espanha.

|  | Quartas de final | Quartas de final  | Quartas de final  |                |            | Semifinal   | Semifinal           | Semifinal           |                     |  | Disputa pelo ouro | Disputa pelo ouro | Disputa pelo ouro |
|  |                  |                   |                   |                |            |             |                     |                     |                     |  |                   |                   |                   |
|  | A1               | BRA Brasil        | 19                |                |            |             |                     |                     |                     |  |                   |                   |                   |
|  | B4               | NOR Noruega       | 21                |                |            |             |                     |                     |                     |  |                   |                   |                   |
|  | B4               | NOR Noruega       | 21                |                | B4         | NOR Noruega | 31                  |                     |                     |  |                   |                   |                   |
|  |                  |                   |                   |                | B4         | NOR Noruega | 31                  |                     |                     |  |                   |                   |                   |
|  |                  | B2                | KOR Coreia do Sul | 25             |            |             |                     |                     |                     |  |                   |                   |                   |
|  | A3               | B2                | KOR Coreia do Sul | 25             | RUS Rússia | 23          |                     |                     |                     |  |                   |                   |                   |
|  | A3               |                   |                   |                | RUS Rússia | 23          |                     |                     |                     |  |                   |                   |                   |
|  | B2               | KOR Coreia do Sul | 24                |                |            |             |                     |                     |                     |  |                   |                   |                   |
|  |                  |                   |                   |                |            |             |                     |                     |                     |  | B4                | NOR Noruega       | 26                |
|  |                  |                   | A4                | MNE Montenegro | 23         |             |                     |                     |                     |  |                   |                   |                   |
|  | B3               | ESP Espanha       | 25                |                |            |             |                     |                     |                     |  |                   |                   |                   |
|  | A2               | CRO Croácia       | 22                |                |            |             |                     |                     |                     |  |                   |                   |                   |
|  | A2               | CRO Croácia       | 22                |                | B3         | ESP Espanha | 26                  |                     |                     |  |                   |                   |                   |
|  |                  |                   |                   |                | B3         | ESP Espanha | 26                  |                     |                     |  |                   |                   |                   |
|  |                  | A4                | MNE Montenegro    | 27             |            |             | Disputa pelo bronze | Disputa pelo bronze | Disputa pelo bronze |  |                   |                   |                   |
|  | B1               | FRA França        | 22                |                |            |             | B2                  | KOR Coreia do Sul   | 29                  |  |                   |                   |                   |
|  | A4               | MNE Montenegro    | 23                |                |            |             |                     |                     |                     |  | B3                | ESP Espanha (pro) | 31                |

### Quartas de final
| 7 de agosto 10:00 | Brasil       | 19 – 21   | Noruega | Copper Box, Londres Público: 4 549 Árbitros: Bonaventura, Bonaventura |
| 7 de agosto 10:00 | Nascimento 5 | (13–9)    | Koren 5 | Copper Box, Londres Público: 4 549 Árbitros: Bonaventura, Bonaventura |
| 7 de agosto 10:00 | 3×           | Relatório | 1× 2×   | Copper Box, Londres Público: 4 549 Árbitros: Bonaventura, Bonaventura |

| 7 de agosto 13:30 | Espanha  | 25 – 22   | Croácia  | Copper Box, Londres Público: 4 553 Árbitros: Horáček, Novotný |
| 7 de agosto 13:30 | Pinedo 7 | (13–12)   | Tatari 5 | Copper Box, Londres Público: 4 553 Árbitros: Horáček, Novotný |
| 7 de agosto 13:30 | 3×       | Relatório | 6× 3×    | Copper Box, Londres Público: 4 553 Árbitros: Horáček, Novotný |

| 7 de agosto 17:00 | Rússia             | 23 – 24   | Coreia do Sul | Copper Box, Londres Público: 4 299 Árbitros: Raluy Lopéz, Sabroso |
| 7 de agosto 17:00 | Postnova, Levina 5 | (11–14)   | Gwon Han-Na 6 | Copper Box, Londres Público: 4 299 Árbitros: Raluy Lopéz, Sabroso |
| 7 de agosto 17:00 | 2× 4×              | Relatório | 5× 3×         | Copper Box, Londres Público: 4 299 Árbitros: Raluy Lopéz, Sabroso |

| 7 de agosto 20:30 | França    | 22 – 23   | Montenegro              | Copper Box, Londres Público: 4 559 Árbitros: Olesen, Pedersen |
| 7 de agosto 20:30 | Signaté 5 | (13–13)   | Popović, K. Bulatović 6 | Copper Box, Londres Público: 4 559 Árbitros: Olesen, Pedersen |
| 7 de agosto 20:30 | 2× 3×     | Relatório | 3× 4×                   | Copper Box, Londres Público: 4 559 Árbitros: Olesen, Pedersen |

### Semifinal
| 9 de agosto 17:00 | Noruega | 31 – 25   | Coreia do Sul | Basketball Arena, Londres Público: 9 274 Árbitros: Gubica, Milošević |
| 9 de agosto 17:00 | Løke 8  | (18–15)   | Gwon Han-Na 7 | Basketball Arena, Londres Público: 9 274 Árbitros: Gubica, Milošević |
| 9 de agosto 17:00 | 2× 3×   | Relatório | 2× 3×         | Basketball Arena, Londres Público: 9 274 Árbitros: Gubica, Milošević |

| 9 de agosto 20:30 | Espanha   | 26 – 27   | Montenegro     | Basketball Arena, Londres Público: 9 087 Árbitros: Krstić, Ljubić |
| 9 de agosto 20:30 | Alberto 6 | (13–13)   | K. Bulatović 9 | Basketball Arena, Londres Público: 9 087 Árbitros: Krstić, Ljubić |
| 9 de agosto 20:30 | 1× 2×     | Relatório | 4× 3×          | Basketball Arena, Londres Público: 9 087 Árbitros: Krstić, Ljubić |

### Disputa pelo bronze
| 11 de agosto 17:00 | Coreia do Sul             | 29 – 31 (Pro) | Espanha                      | Basketball Arena, Londres Público: 9 622 Árbitros: Olesen, Pedersen |
| 11 de agosto 17:00 | Gwon Han-Na 7             | (13–13)       | Alberto, Fernández Molinos 5 | Basketball Arena, Londres Público: 9 622 Árbitros: Olesen, Pedersen |
| 11 de agosto 17:00 | 2× 1×                     | Relatório     | 4× 2×                        | Basketball Arena, Londres Público: 9 622 Árbitros: Olesen, Pedersen |
| 11 de agosto 17:00 | 2T: 24 – 24 Pro: 4–4, 1–3 |               |                              | Basketball Arena, Londres Público: 9 622 Árbitros: Olesen, Pedersen |

### Final
| 11 de agosto 20:30 | Noruega    | 26 – 23   | Montenegro      | Basketball Arena, Londres Público: 9 739 Árbitros: Bonaventura, Bonaventura |
| 11 de agosto 20:30 | Sulland 10 | (13–10)   | K. Bulatović 10 | Basketball Arena, Londres Público: 9 739 Árbitros: Bonaventura, Bonaventura |
| 11 de agosto 20:30 | 3×         | Relatório | 7× 3× 1×        | Basketball Arena, Londres Público: 9 739 Árbitros: Bonaventura, Bonaventura |

## Classificação final
| Pos.              | Equipe            | Campanha (V–E–D) |
| ----------------- | ----------------- | ---------------- |
| Medalha de ouro   | NOR Noruega       | 5–1–2            |
| Medalha de prata  | MNE Montenegro    | 4–1–3            |
| Medalha de bronze | ESP Espanha       | 5–1–2            |
| 4                 | KOR Coreia do Sul | 4–1–3            |
| 5                 | FRA França        | 4–1–1            |
| 6                 | BRA Brasil        | 4–0–2            |
| 7                 | CRO Croácia       | 4–0–2            |
| 8                 | RUS Rússia        | 3–1–2            |
| 9                 | DEN Dinamarca     | 1–0–4            |
| 10                | ANG Angola        | 1–0–4            |
| 11                | SWE Suécia        | 0–0–5            |
| 12                | GBR Grã-Bretanha  | 0–0–5            |